# الأبرشية الرومانية الكاثوليكية في نواكشوط
الأبرشية الرومانية الكاثوليكية في نواكشوط هي أبرشية تقعُ في نواكشوط عاصمة موريتانيا. تُعدّ هذه الأبرشية هي الأسقفية الرومانية الكاثوليكية الوحيدة في موريتانيا والتي تُغطّي البلد بأكمله.

## التاريخ
تأسّست هذه الأبرشية في 18 كانون الأول/ديسمبر 1965 في مدينة نواكشوط عاصِمة الدولة الموريتانية.

## القيادة
- الأساقفة من نواكشوط (الرومانية الطقوس الشعائرية)
  - الأسقف مارتن ألبرت هابي ، م. Afr. (منذ 10 تموز / يوليه 1995)
  - الأسقف روبرت ماري جان فيكتور دي Chevigny (توفي في 11 حزيران / يونيه 2011), C. S. Sp. (21 كانون الأول / ديسمبر 1973 – 10 تموز / يوليه 1995)
  - المطران ميشيل-جول-جوزف-ماري برنار, C. S. Sp. (15 كانون الثاني / يناير 1966 – 21 كانون الأول / ديسمبر 1973)